# Yngsjö
Yngsjö est un village de la commune de Kristianstad dans le Comté de Scanie en Suède.
Il est localisé sur la côte de la mer Baltique. Sa population était de 302 habitants en 2010, et 598 en 2017.